# Kavita Krishnan
Kavita Krishnan, née en 1973 à Coonoor, est une militante féministe indienne.

## Biographie
Elle est secrétaire d'une association de défense des droits des femmes, la All India Progressive Women's Association (AIPWA). 
Kavita Krishnan est rédactrice en chef de la publication mensuelle du Parti communiste d'Inde (marxiste–léniniste) (CPI-ML), baptisée Libération. 
Elle est une activiste des droits des femmes. Elle fait partie des personnalités qui parviennent à médiatiser le problème de la violence contre les femmes à la suite du viol collectif de Delhi de Nirbhaya en 2012, qui fait polémique dans le monde entier.